# محمدعلی احمدی (مدیر اجرایی)
محمدعلی احمدی کرمانی (۱۲۹۷ – ۱۳۷۸) مدیر اجرایی ایرانی و آخرین استاندار کرمان در دورهٔ پهلوی و اولین استاندار پس از انقلاب بود.
در دي ماه سال ١٣٥٧ محمد دهش با حكم شاپور بختيار به سمت استانداري كرمان انتخاب شد كه از قبول مسئوليت استانداري كرمان خودداري كرد و محمد علي احمدي به سمت استانداري كرمان ابقاء شد.

## زندگی‌نامه
محمدعلی احمدی در سال ۱۲۹۷ در کرمان متولد شد. وی فرزند میرزا عبدالحسین روحانی از نوادگان مجتهد کرمانی (سرسلسلهٔ خاندان احمدی کرمان و از علمای تراز اول کرمان در زمان ناصرالدین‌شاه) بود. او تحصیلات ابتدایی را در دبستان انگلیسی و تحصیلات متوسطه را در دبیرستان جم سپری کرد و وارد دانشگاه شد. احمدی دورهٔ لیسانس را در دانشکده حقوق دانشگاه تهران در رشتهٔ علوم سیاسی گذراند و سال ۱۳۳۳ در رشتهٔ علوم اداری فوق لیسانس گرفت و سپس دکترای علوم سیاسی دریافت کرد.
وی ابتدا در شرکت نفت ایران و انگلیس استخدام شد و سپس وارد وزارت دارایی شد. او در سمت‌های مختلفی از جمله به‌عنوان مدیرکل بودجه، مدیرکل حسابداری وزارت دادگستری، مدیرکل تطبیق اسناد و خزانه‌داری کشور و نیز عضو هیئت‌مدیره و قائم‌مقام مدیرعامل شرکت سهامی بیمه ایران فعالیت کرد. احمدی در سال ۱۳۵۰ رئیس مدرسهٔ عالی بازرگانی شد. او در ماه‌های آخر دوران پهلوی به سمت استانداری کرمان منصوب شد و آخرین استاندار کرمان در دورهٔ پهلوی بود.
پس از انقلاب ۱۳۵۷، وی توسط دولت موقت بازرگان در سمت استانداری کرمان ابقا شد و چند روز هم در حکومت جدید استاندار بود.
احمدی از مؤسسان کانون علوم اداری ایران بود و مجله‌ای هم به این نام منتشر کرد. او همچنین کتابی بنام «بودجه برنامه‌ای» نوشت. وی در سال ۱۳۷۸ در تهران درگذشت.

## جستارهاي وابسته
- محمد دهش